# 良户蟠龙寨
良户蟠龙寨，位于山西省晋城市高平市原村乡的良户村（中国历史文化名村）村北。
2013年1月，良户蟠龙寨公布为第三批晋城市文物保护单位，古建筑类，编号3-146。